# Бакеро, Гастон
Гастон Бакеро (исп. Gastón Baquero, 4 мая 1914, Банес, провинция Орьенте, ныне провинция Ольгин – 15 мая 1997, Мадрид) – кубинский поэт, журналист, эссеист.

## Биография
Учился на агронома, увлекся литературой. В конце 1930-х – 1940-х годах был близок к кругу Хосе Лесамы Лимы, печатался в руководимых им журналах Серебряная шпора (исп. Espuela de plata), Истоки (Orígenes) и др. Был главным редактором литературного приложения к влиятельной консервативной газете Дневник побережья (исп. Diario de la Marina), занимал ряд официальных постов при Ф.Батисте, активно выступал как журналист, но практически перестал писать стихи.
После победы кубинской революции покинул страну, обосновался в Мадриде. Работал в Институте испаноязычной культуры, выступал по радио, публиковался в периодике. Оказавшись в Испании в положении маргинала, при постоянных нападках кубинской прессы, жил в одиночестве, но вернулся к стихам. В 1984 вышло полное собрание его стихотворений Чудеса и изобретения, привлекшее внимание молодых испанских поэтов, критики и публики. Был выдвинут на ряд крупных литературных премий. Участвовал в поэтических чтениях в Королевском дворце вместе с Октавио Пасом. В 1994,  впервые после отъезда Бакеро с Кубы, в Гаванском университете прошла конференция, посвященная его творчеству, в 2001 в Гаване вышла книга его избранных стихотворений. Однако поэт до конца жизни находился в непримиримой оппозиции к режиму Ф.Кастро.
Скончался в приюте для престарелых под Мадридом.

## Публикации
- Poemas (1942)
- Saúl sobre su espada (1942)
- Ensayos' (1948)
- Poemas escritos en España (Madrid, 1960)
- Escritores hispanoamericanos de hoy' (Madrid, 1961)
- Memorial de un testigo (Madrid, 1966)
- La evolución del marxismo en Hispanoamérica (Madrid, 1966)
- Darío, Cernuda y otros temas poéticos (Madrid, 1969)
- Magias e invenciones (Madrid, 1984)
- Poemas invisibles (Madrid, 1991)
- Indios, blancos y negros en el caldero de América (Madrid, 1991)
- Acercamiento a Dulce María Loynaz (Madrid, 1993)
- La fuente inagotable (Valencia, 1995)
- Poesía (Salamanca, 1995)
- Ensayo (Salamanca, 1995)
- Geografía literaria. 1945-1996: crónicas y ensayos (Madrid, 2007)

## Признание
Книга избранных стихотворений Бакеро издана на английском языке.